# زیردریایی تیپ ۰۹۲
زیردریایی تیپ ۰۹۲ (نام چینی: ۰۹- II؛ نام گزارش ناتو: کلاس Xia) نخستین زیردریایی موشک بالستیک هسته‌ای (SSBN) بود که توسط نیروی زیردریایی نیروی دریایی ارتش آزادی‌بخش خلق چین به خدمت گرفته شد.
آژانس اطلاعات دفاعی ایالات متحده ۰۹۲ را به‌عنوان «غیر عملیاتی» فهرست می‌کند. در حالی‌که توانایی آن هنوز مورد تردید است، Xia نخستین حضور جهانی خود را در ۲۳ آوریل ۲۰۰۹ در جشن شصتمین سالگرد تأسیس نیروی دریایی خلق چین انجام داد.

## زیردریایی‌های ۰۹۲ تولیدشده
| نام        | شمارهٔ بدنه | سازنده                   | راه‌اندازی     | سفارش    | وضعیت |
| ---------- | ---------- | ------------------------ | ------------- | -------- | ----- |
| چانگ ژنگ ۶ | ۴۰۶        | کشتی‌سازی بوهای، هولودائو | ۳۰ آوریل ۱۹۸۱ | اوت ۱۹۸۳ | فعال  |